# Ubuntu
Ubuntu (в превод от езика зулу – „човечност към другите“) е съвременна GNU/Linux дистрибуция, разработвана от Canonical и общността около нея.
Първата версия излиза на 20 октомври 2004 г. и е базирана на една от най-големите Linux дистрибуции – Debian. За разлика от всички други операционни системи, базирани на Debian, Ubuntu изпреварва родителя си и оглавява челните позиции – по популярност, брой изтегляния и други.
Ubuntu е най-популярната Linux дистрибуция за сървъри и персонални компютри, също така е най-използваната операционна система в облачните изчисления, използва се в автомобилите Tesla, в самоуправляващите се автомобили на Google и на много други места.

## История и развитие

### История
Ubuntu е базирана на Debian и предлага GNU/Linux операционна система за сървъри, десктопи и IoT устройства. Нови издания излизат на всеки 6 месеца, като всяко издание получава 9 месеца безплатна поддръжка с редовни обновления по сигурността. Ubuntu е една от дистрибуциите, които най-бързо запушват откритите дупки в сигурността. Първото издание е пуснато през октомври 2004 г.
От Ubuntu 6.06 насам на всеки 2 години се пуска издание с дългосрочна поддръжка (LTS). Дългосрочната поддръжка включва нови ядра с драйвери за по-нов хардуер, обновления по сигурността и по Ubuntu stack (облачна инфраструктура). Ubuntu е най-използваната операционна система в облачните услуги, като например в инфраструктурата на Amazon е два пъти по-използвана от всички други операционни системи, взети заедно). LTS изданията получават 5 години безплатна поддръжка и за сървърната, и за десктоп версията. Възможно е по желание да се сключи договор с Canonical за платена поддръжка, което е предпочитан вариант от много фирми и организации.

## Добавки
Инсталацията по подразбиране на Ubuntu съдържа широк набор от софтуер, който включва LibreOffice, Firefox, Thunderbird, Transmission и няколко леки игри като Sudoku и Mines. Много допълнителни софтуерни пакети са достъпни от вградения софтуер на Ubuntu (по-рано Ubuntu Software Center), както и от всички други базирани на APT инструменти за управление на пакети. Много допълнителни софтуерни пакети, които вече не са инсталирани по подразбиране, като Evolution, GIMP, Pidgin и Synaptic, все още са достъпни в хранилищата и могат да се инсталират от основния инструмент или от всеки друг инструмент за управление на пакети, базиран на APT. Налични са също така пакети за кръстосано разпространение и плоски пакети, които позволяват инсталиране на софтуер, като например някои от софтуерите на Microsoft, в повечето от основните операционни системи Linux (като всяка поддържана в момента версия на Ubuntu и във Fedora). Файловият мениджър по подразбиране е GNOME Files, по-рано наричан Nautilus.
Целият приложен софтуер, инсталиран по подразбиране, е безплатен. Освен това Ubuntu преразпределя някои хардуерни драйвери, които са налични само в двоичен формат, но такива пакети са ясно обозначени в ограничения компонент.

## Защита
Ubuntu се стреми да бъде защитен по подразбиране. Потребителските програми работят с ниски привилегии и не могат да повредят операционната система или файловете на други потребители. За по-голяма сигурност инструментът sudo се използва за присвояване на временни привилегии за изпълнение на административни задачи, което позволява на root акаунта да остане заключен и помага да се предотврати неопитните потребители да направят по невнимание катастрофални промени в системата или да открият дупки в сигурността. Polkit също се внедрява широко в работния плот.
Повечето мрежови портове са затворени по подразбиране, за да се предотврати хакване. Вградената защитна стена позволява на крайните потребители, които инсталират мрежови сървъри, да контролират достъпа. Наличен е GUI (GUI за неусложнена защитна стена), за да го конфигурирате. Ubuntu компилира своите пакети, използвайки GCC функции като PIE и защита от препълване на буфер, за да втвърди своя софтуер. Тези допълнителни функции значително повишават сигурността за сметка на производителността от 0,01% в 64-битови.
Ubuntu също така поддържа пълно криптиране на диска, както и криптиране на домашната и частната директория.

## Управление на пакети
Ubuntu използва пакетния формат на Debian – deb, и същите пакетни инструменти (APT). Пакетите за Debian и за Ubuntu невинаги са бинарно съвместими. Много разработчици на Ubuntu също поддържат и ключови пакети в Debian. Преди пускане на ново издание пакетите се взимат от Debian Unstable и се нанасят специфични за Ubuntu модификации. Един месец преди издаване вкарването на пакети се замразява и разработчиците изчистват съществуващите бъгове и грешки.
Ubuntu се финансира от Canonical. На 8 юли 2005 г. Марк Шатълуърт (основателят на Canonical) обявява създаването на Ubuntu Foundation и осигурява начално финансиране от 10 милиона щатски долара. Целта на фондацията е да осигури поддръжката и разработването на бъдещите издания на Ubuntu.
На 12 март 2009 г. Ubuntu обявява официална поддръжка за облачни платформи, като например тези на Amazon и Right Scale.
Unity е официалната графична среда за Ubuntu Desktop до април 2017, като от Ubuntu 17.10 ще се използва GNOME 3.
Стандартната инсталация на Ubuntu съдържа широка гама от софтуер, която включва LibreOffice, Firefox, Thunderbird, Transmission, Rhythmbox и други. Общо над 57 000 пакета тестван и готов за инсталиране софтуер са налични в официалните хранилища. Още повече софтуер може да бъда инсталиран от неофициални PPA хранилища или deb пакети.

### Типове
Семейството на Ubuntu има следните роднини:
- Ubuntu – Unity графична среда до 17.04, GNOME 3 от 17.10
- Kubuntu – с графична среда KDE
- Xubuntu – с графична среда Xfce – лека, разработена за по-слаби или стари конфигурации
- Edubuntu – предназначена за нуждите на образованието
- Lubuntu – LXDE графична среда до 18.10, LXQt от 18.10 – разработени за по-слаби или стари компютри
- Mythbuntu – Ubuntu като медия център
- Ubuntu Studio – дистрибуция, предназначена за дизайнери, аниматори, музиканти и други
- Server – сървърна версия, без графична среда и добавени поправки по сигурността
- Ubuntu NetBook – дистрибуция за нетбуци – лаптопи с малки екрани и по-малка изчислителна мощ, идват с GNOME или KDE преработени за малки екрани

Версии на Ubuntu спрямо „вида“ на диска:
- Desktop CD – жив диск (LiveCD) с вграден графичен инсталатор
- Alternate install CD – инсталатор на операционната система, подобен на този на Debian. Поради малко по-трудната му употреба е подходящ за по-напреднали потребители
- Server install CD – BootCD за инсталация на сървър

Поддържани архитектури:
- PC – 32-битова версия за персонални компютри
- 64-bit PC – поддържа 64-битови процесори
- SPARC – Sun UltraSPARC – версия, работеща с „Niagara“ процесори
- Mac (PowerPC) – G3, G4, и G5 компютри, включително iBooks и PowerBooks.

### Достъпност
Ubuntu е достъпен и интернационализиран за възможно най-много хора. След версия 5.04 основното кодиране е UTF-8. Благодарение на уеб базираното приложение Canonical's Rosetta tool потребителите на Ubuntu могат да превеждат софтуера на разбираем за тях език.
В Ubuntu са включени програми като лупа, екранен четец (Orca) и екранна клавиатура.

### Общност

#### Връзки на други езици
Ubuntu има една от най-добрите общности. На официалния форум текат постоянно дискусии, свързани с операционната система. Canonical хоства също така множество пощенски списъци за проекта и разработчиците, като всички те са отворени за потребители.
- Създаден е и „The Fridge“, „хладилникът“ с винаги актуална информация за Ubuntu.[13]

#### Българска Ubuntu общност
- Ubuntu портал на български език Архив на оригинала от 2014-03-28 в Wayback Machine.
- Българско уики в Canonical Ltd
- Ubuntu IRC на български на сървъра irc.freenode.net и канал #ubuntu-bg
- Пощенски списък
- Българска Ubuntu Google група[неработеща препратка]
- Страница на български с помощни ресурси за Ubuntu
- Дистрибуция на български, базирана на Ubuntu
- Търсене на пакети за Ubuntu

### История на версиите
Всяко издание има версия, образувана от годината и месеца на обявяването, и кодово име. Кодовите имена на версиите се състоят от две английски думи: прилагателно и название на животно, започващи с една и съща буква. Започвайки от 6.06 LTS Dapper Drake („бързият паток“), първите букви на думите от кодовото име се сменят в съответствие с латинската азбука.
| Версия    | Кодово име       | Подверсия  | Дата на излизане | Поддръжка до     | Поддръжка до     |
| 4.10      | Warty Warthog    | Colony     | 20 октомври 2004 | 30 април 2006    | 30 април 2006    |
| 5.04      | Hoary Hedgehog   | Colony     | 8 април 2005     | 31 октомври 2006 | 31 октомври 2006 |
| 5.10      | Breezy Badger    | Colony     | 13 октомври 2005 | 13 април 2007    | 13 април 2007    |
| 6.06 LTS  | Dapper Drake     | Flight     | 1 юни 2006       | юни 2009         | юни 2011         |
| 6.10      | Edgy Eft         | Knot       | 26 октомври 2006 | април 2008       | април 2008       |
| 7.04      | Feisty Fawn      | Herd       | 19 април 2007    | октомври 2008    | октомври 2008    |
| 7.10      | Gutsy Gibbon     | Tribe      | 18 октомври 2007 | април 2009       | април 2009       |
| 8.04 LTS  | Hardy Heron      | Alpha/Beta | 24 април 2008    | април 2011       | 9 май 2013       |
| 8.10      | Intrepid Ibex    | Alpha/Beta | 24 октомври 2008 | април 2010       | април 2010       |
| 9.04      | Jaunty Jackalope | Alpha/Beta | 23 април 2009    | октомври 2010    | октомври 2010    |
| 9.10      | Karmic Koala     | Alpha/Beta | 29 октомври 2009 | април 2011       | април 2011       |
| 10.04 LTS | Lucid Lynx       | Alpha/Beta | 29 април 2010    | 9 май 2013       | 9 май 2013       |
| 10.10     | Maverick Meerkat | Alpha/Beta | 10 октомври 2010 | април 2012       | април 2012       |
| 11.04     | Natty Narwhal    | Final      | 28 април 2011    | октомври 2012    | октомври 2012    |
| 11.10     | Oneiric Ocelot   | Final      | 13 октомври 2011 | 9 май 2013       | 9 май 2013       |
| 12.04 LTS | Precise Pangolin | Final      | 26 април 2012    | април 2017       | април 2017       |
| 12.10     | Quantal Quetzal  | Final      | 18 октомври 2012 | април 2014       | април 2014       |
| 13.04     | Raring Ringtail  | Final      | 25 април 2013    | януари 2014      | януари 2014      |
| 13.10     | Saucy Salamander | Final      | 17 октомври 2013 | юни 2014         | юни 2014         |
| 14.04 LTS | Trusty Tahr      | Final      | 17 април 2014    | април 2019       | април 2019       |
| 14.10     | Utopic Unicorn   | Final      | 23 октомври 2014 | юли 2015         | юли 2015         |
| 15.04     | Vivid Vervet     | Final      | 23 април 2015    | юли 2015         | юли 2015         |
| 15.10     | Wily Werewolf    | Final      | 22 октомври 2015 | юли 2016         | юли 2016         |
| 16.04 LTS | Xenial Xerus     | Final      | 21 април 2016    | април 2021       | април 2021       |
| 16.10     | Yakkety Yak      | Final      | 13 октомври 2016 | август 2017      | август 2017      |
| 17.04     | Zesty Zapus      | Final      | 13 април 2017    | февруари 2018    | февруари 2018    |
| ...       | ...              | ...        | ...              | ...              |                  |

| Легенда:            | Легенда:        | Легенда:        | Легенда:             | Легенда:         |
| ------------------- | --------------- | --------------- | -------------------- | ---------------- |
| вече не се поддържа | още се поддържа | настояща версия | предварителна версия | планирана версия |

## Системни изисквания
Ubuntu има нужда от 256 MB RAM (препоръчително 512 MB), както и 4.7 GB HDD (препоръчително 6.7 GB).

## Означения
- Desktop edition – десктоп версия (за компютри, лаптопи и други).
- Server edition – версия за сървъри (без графична среда, но може да се инсталира).
- LTS (Long Term Support) – дълго поддържана версия. 5 години безплатна поддръжка с възможност за удължаването ѝ. През този период периодично излизат обновени издания на LTS версията.
- Всички версии на Ubuntu се състоят от две думи, означаващи имена на животни и започват с една и съща буква (например Lucid Lynx).